# Команов, Владимир Геннадиевич
Влади́мир Генна́диевич Ко́манов (19 июня 1938, Волноваха, Донецкая область — 12 декабря 2019) — Главный конструктор ракетно-космического направления ГКБ «Южное». Заместитель генерального конструктора ГКБ «Южное» по программе «Морской старт», директор программы с украинской стороны. Герой Украины (2002).
Кандидат технических наук.
Академик Международной инженерной академии, Международной академии аэронавтики и Международной академии космонавтики им. К. Э. Циолковского.

## Биография
Родился в семье служащего 19 июня 1938 года.
Окончил физико-технический факультет Днепропетровского государственного университета (1960).
В 1960 был направлен на предприятие п/я № 203, сейчас-ГКБ «Южное» . Работал: инженер-конструктор, старший инженер, первый конструктор, 1986—1996 — ведущий конструктор ракетно-космического комплекса 11к 68 («Циклон-3»), предназначенного для выведения на орбиту военных и научных космических аппаратов. Параллельно в 1976-м — ведущий конструктор ракетно-космического комплекса, известного всему миру как «Зенит». С 1996 — заместитель генерального конструктора. Директор украинской программы «Морской старт» (с 1996); постоянный представитель ГКБ «Южное» в группе управления проектом программы международной компании «Sea Launch».
Принимал участие в разработке телеметрических измерений акустических и вибрационных режимов, в изучении их влияния на работоспособность бортовых агрегатов и систем при запусках боевых ракет шахтного базирования (1960—1966). Осуществлял техническое руководство летными испытаниями космических ракетных комплексов «Циклон-2», «Циклон-3», «Зенит», «Энергия-Буран» (1966—1996). Обеспечивал адаптацию наземного космического ракетного комплекса «Зенит» к морским условиям запуска по проекту «Sea Launch» («Морской старт»).
2003-2007- Государственное предприятие «Производственное объединение „Южмаш“», помощник генерального директора.
На выборах-2006 выдвигался кандидатом в народные депутаты Верховной рады Украины V созыва.
Скончался 12 декабря 2019 года. Похоронен на Запорожском кладбище города Днепра.

## Награды и отличия
- Герой Украины с вручением ордена Державы, 29 августа 2002 — за выдающиеся личные заслуги перед Украинским государством в создании современных ракет-носителей, весомый вклад в организацию и выполнение работ по реализации международного проекта «Морской старт».
- Лауреат Ленинской премии (1980) за создание ракетно-космического комплекса «Циклон-3».
- Лауреат Государственной премии Украины в области науки и техники (1995) за создание ракетного комплекса «Зенит», не имеющего аналогов в стране и за рубежом.
- Почётный знак отличия Президента Украины (11 апреля 1995 года) — за выдающийся вклад в создание ракетно-космических систем, укрепление международного сотрудничества в космической отрасли и в связи с 10-летием первого запуска ракеты-носителя «Зенит»[2].
- Заслуженный машиностроитель Украины.
- Почётный гражданин города Днепра (19 сентября 2008 года)[3].

## Семья
Женат, сын — инженер.